# 小苏弗里耶尔
小苏弗里耶尔（Petit Soufrière）是加勒比海岛国多米尼克东海岸的一个村庄，行政上由圣大卫区负责管辖，位于陡峭而崎岖的代利斯山上（在卡斯尔布鲁斯的主道路南端中）。该村庄的北部紧紧是圣索沃尔，村庄的北部是罗莎莉但只能通过徒步才能过去。